# Mistrzostwa Świata w Wędkarstwie Muchowym (2023)
XLIII Mistrzostwa Świata w Wędkarstwie Muchowym – mistrzostwa świata w wędkarstwie muchowym, które odbyły się w dniach 12–18 września 2023 na rzekach: Orawa, Wag i Hron oraz zbiorniku zaporowym Palcmanská Maša w Dedinkach (Słowacja).

## Wyniki
Wyniki zespołowe:
- 1. miejsce:  Francja,
- 2. miejsce:  Czechy,
- 3. miejsce:  Hiszpania,
- 5. miejsce:  Polska (drużyna w składzie: Michał Greszta, Dawid Kowalski, Dariusz Kręcigłowa, Dariusz Ordzowiały, Mariusz Szlachetka, Adam Wnękowicz).